# High Efficiency Image File Format
High Efficiency Image File Format (ハイ・エフィシエンシー・イメージ・ファイル・フォーマット、略称: HEIF、ヒーフ) は、Moving Picture Experts Group (MPEG) によって開発され、 MPEG-H Part 12 (ISO/IEC 23008-12) で定義された画像ファイルフォーマットである。

## 略歴
HEIFの要件と主な使用用途は2013年に定義された 。HEIFの仕様の技術開発には約1年半を費やし、2015年の夏に終了した。2017年6月、AppleはmacOS High SierraとiOS 11でHEIFをサポートすると発表し、その秋に出荷した。HEVCのサポートにより、静止画/動画の圧縮率は最大2倍にまで高められる。2018年3月17日、マイクロソフトがWindows 10の最新版について、HEIFの対応を発表し、Insider Previewにて公開したが、現在は有償でのサポートとなる。アドビも積極的にはサポートしておらず、例えば、代表的なソフトであるフォトショップもWindowsの有償拡張機能をインストールした環境のみで読み込むことができる。

## 特徴
HEIFは1枚の画像やイメージシーケンスに使用される。HEIF方式による画像ファイルにはheifやheicといった拡張子が使われる。HEIFの仕様は、HEVCによってエンコードされたイントラ画像およびHEVCでエンコードされフレーム間予測が適用されたイメージシーケンスの格納方法も定義する。HEIFはISOベースメディアファイルフォーマット (ISO/IEC 14496-12) と互換性があり、タイムドテキストやタイムドオーディオといった他のメディアストリームを含むことでき、以下のようなデータを格納できる。
画像アイテム
個々の画像とそのプロパティ、サムネイル。
派生画像
回転、グリッド、オーバーレイの情報に基づいて実行毎に生成される派生画像。これらの画像は、ファイル内に格納されている他の画像に依存する。派生画像のサイズは小さい。
イメージシーケンス
複数の時間的に関連のある画像または一時的な予測画像（例: バーストモードで撮影した画像、シネマグラフ）のプロパティおよびサムネイル。画像間の時間的・空間的な類似性を利用する方法として、それぞれ異なる予測オプションを使用することができる。したがって、同一のHEIFファイルに多くの画像が格納されている場合でもファイルサイズを大幅に削減することができる。
補助画像アイテム
他の画像アイテムを補完する画像データ。このデータはそのまま表示されるのではなく、さまざまな形で使用されて別の画像を補完する。
メタデータ
HEIFファイルに保存されている画像に付随する、EXIFやXMPといった類のメタデータ。

## 特許
HEIF自体はただのコンテナだが、HEVCでエンコードされた画像を含む際にはHEVCの特許ライセンスに従う必要がある。 一般的に、特許で保護された発明を合法的に利用するには、特許権者の許諾が必要である。

## パソコン側での閲覧方法
- WindowsおよびmacOSは標準でサポートしている。
- Linux向けのデスクトップ環境でも標準サポートが普及している。